# Саксонский военный револьвер М1873
Саксонский военный револьвер М1873 (нем. Reichsrevolver M1873) — револьвер, принятый на вооружении армии королевства Саксония в 1873 году.
Представлял из себя несколько увеличенную копию револьвера Смит-Вессон №2 1860 года являвшегося на тот момент уже довольно архаичным образцом (его не следует путать со Смит-Вессон модель 2 1876 года под патрон центрального воспламенения), с таким изменением, как наличие предохранителя.
Чуть позже появилась модель 1874 года, отличавшийся наличием откидной дверцы позади барабана с правой стороны, калибра .422 (сначала кругового, а потом центрального воспламенения).

## Конструкция
Рамка разламывающаяся, ствол при переламывании поднимается вверх и назад, после чего барабан можно вынуть из рамки для удаления стреляных гильз и перезарядки. Ударно-спусковой механизм одинарного действия, спуск сосковый, выдвигался из рамки при взведении курка. Позади курка размещалась скользящая кнопка предохранителя. Для удаления стреляных гильз служил неподвижный стержень, смонтированный под стволом.
Ствол нарезной, с семью правосторонними нарезами. Прицельные приспособления фиксированные (мушка и целик).